# Estadio La Granja
El Estadio La Granja es un estadio de fútbol que se encuentra ubicado en la ciudad de Curicó, Chile. Tiene una capacidad de 8.278 espectadores y ahí juega sus partidos de local Provincial Curicó Unido, que actualmente milita en la Primera B de Chile. Además fue utilizado por los anteriores clubes profesionales de la ciudad, el Alianza, Luis Cruz Martínez y Badminton de Curicó.
Es de propiedad del Instituto Nacional de Deportes de Chile y está ubicado dentro del principal complejo deportivo de Curicó, el cual da nombre al estadio, ubicado en la Avenida Juan Luis Diez, entre la Avenida Freire y Avenida Arturo Alessandri. Forman parte de sus instalaciones: un gimnasio techado, dos piscinas, un velódromo (uno de los principales del país), tres canchas de tenis, un bochódromo, la Medialuna de Curicó y un pabellón polideportivo, además de un sector con áreas verdes.
El recinto está asentado a los pies del cerro Carlos Condell, en donde existe un mirador con vista hacia el estadio, por lo que es muy común que un grupo de hinchas asista a este lugar a ver los partidos disputados en esa cancha, en vez de comprar su entrada para ver los cotejos al interior del estadio, algo que ya se ha vuelto una tradición en la historia del fútbol curicano, por lo que los hinchas han denominado como "La galería más alta del mundo" al cerro Condell.
La mayor asistencia de un partido disputado en La Granja fue de 8.981 espectadores, en el duelo entre Curicó Unido y Universidad de Chile, el día 14 de enero de 1990.

## Historia

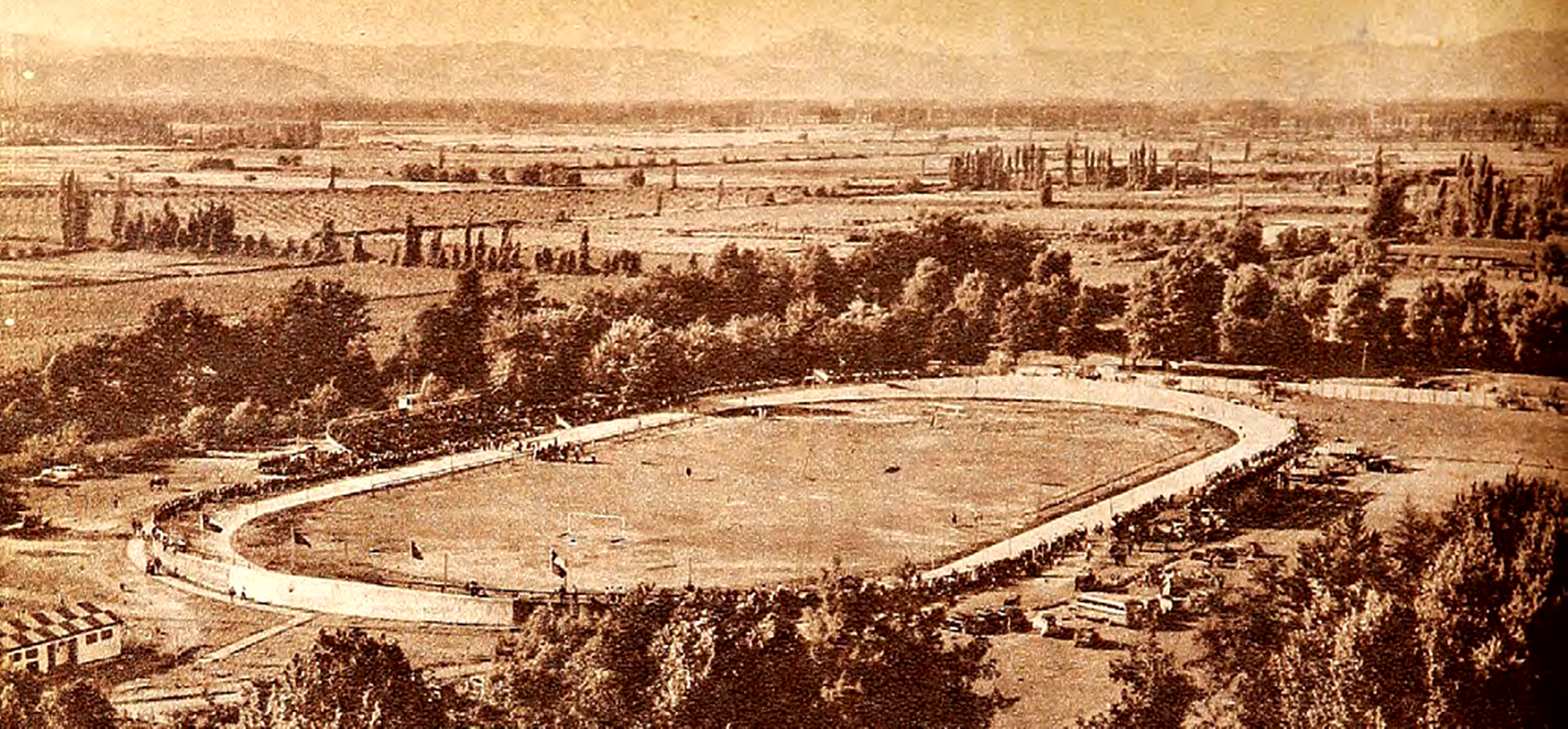
El estadio en 1954, entonces con un velódromo alrededor de la cancha, posteriormente reemplazado por una pista atlética.

Inaugurado en 1949, aunque su cancha ya existía desde mediados del siglo XIX, el estadio era utilizado para variadas pruebas deportivas, siendo la principal el ciclismo, ya que contaba con un velódromo que rodeaba el campo de fútbol.
El domingo 24 de junio de 1956 se jugó el primer partido oficial de fútbol profesional del estadio, con la victoria de Universidad Católica por 3 a 2 a Alianza, por la séptima fecha del Campeonato de Segunda División de aquel año, con la presencia de 4.457 personas en las tribunas.
En 1976 se iniciaron los trabajos de remodelación, que duraron dos años, por lo cual el recinto estuvo cerrado hasta 1978, cuando se aprobó su utilización con nuevo césped, un moderno sistema de drenaje y mejoras de la pista atlética.
En 1985 hubo una remodelación de las tribunas, aumentando su capacidad a 4.500 personas, mientras que en 1992 el estadio entraba nuevamente en reparaciones, quedando inhabilitado por unos meses, hasta mediados de septiembre de ese año.

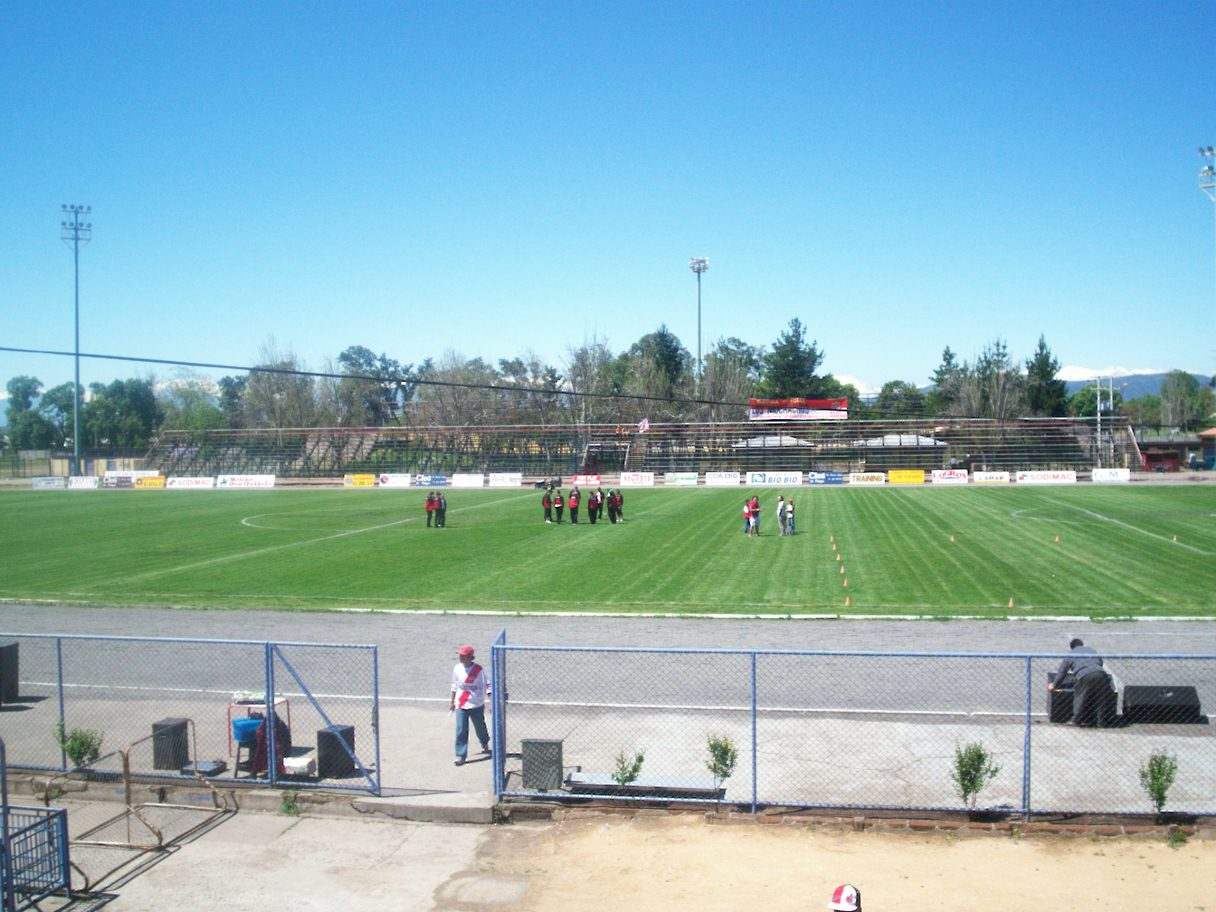
El estadio antes de su remodelación de 2010.

### Nuevo estadio y remodelación por etapas
En el año 2010 se inicia la demolición y construcción de un nuevo recinto acorde a estándares FIFA, ello incluye butacas de primer nivel con capacidad total de 8.000 espectadores, marcador led, salón VIP, casetas de transmisión y pista atlética, entre otros. Cabe destacar que el estadio no estuvo exento de polémica, ya que no se renovaron todas las butacas como se tenía contemplado desde un principio, quedando una parte de este con tribunas correspondiente al antiguo recinto al término de la remodelación. 

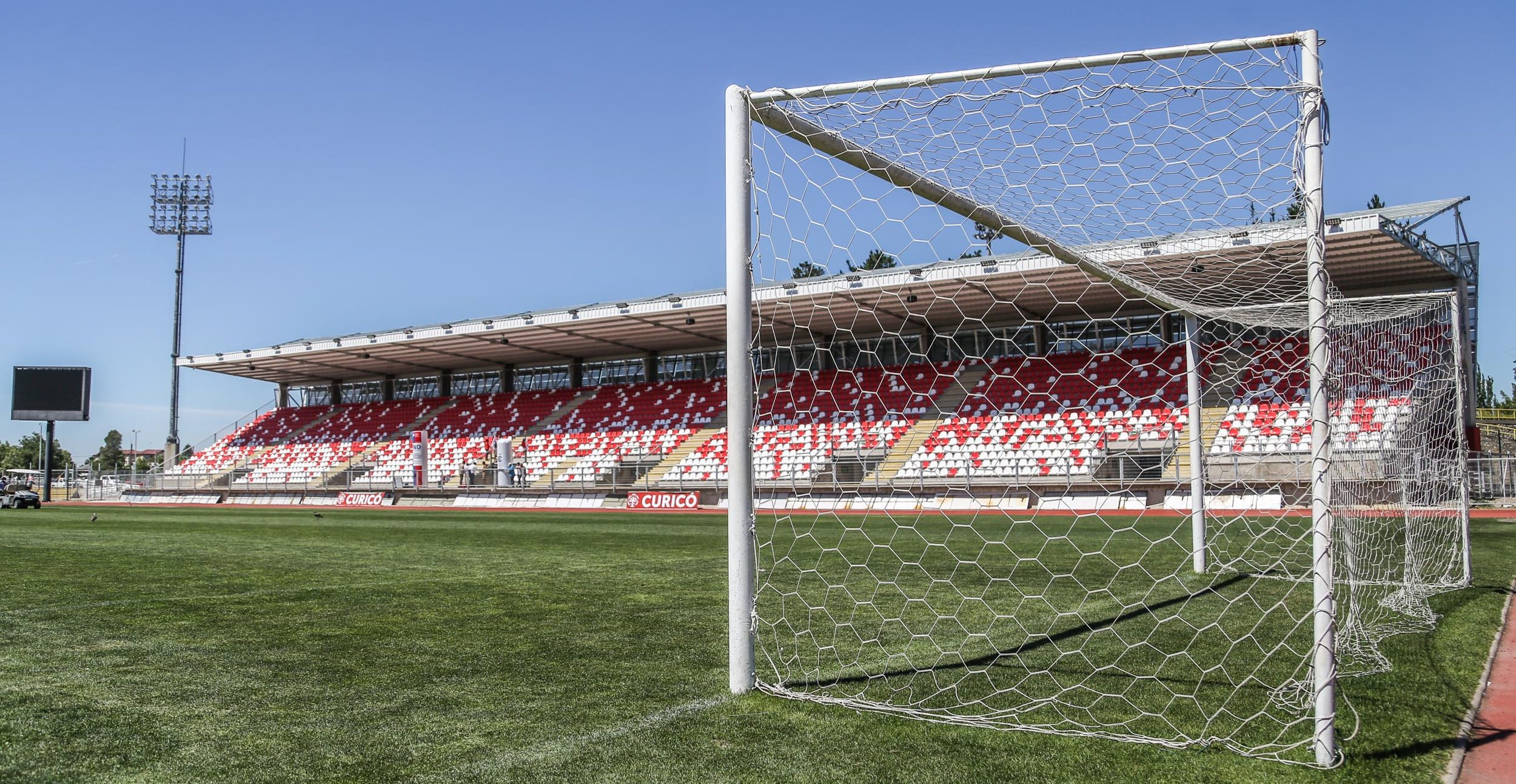
Sector Tribuna Andes "Mario Muñoz" luego de su remodelación completa.

En febrero de 2015, en el entretiempo del partido amistoso entre Curicó Unido y la Universidad  Católica, conmemorativo del aniversario de fundación de la institución albirroja, se dio a conocer públicamente que, desde ese momento en adelante, el sector de tribuna preferencial numerada llevaría el nombre "Edith Véliz", en homenaje a esta histórica hincha del club, que formó parte del nacimiento de Curicó Unido en 1973 y que acompaña hasta hoy en día al equipo a todas las canchas en que el Curi hace de visitante, además de aportar para que la institución saliera de una gran crisis en la que estaba sumido a finales de la década de los años 90.
A partir de octubre de 2016, se iniciaron las obras correspondientes a la segunda etapa del estadio, la parte antigua, que implicó la construcción de nuevas graderías en el sector oriente (antiguamente llamado "Galería", hoy nombrada "Tribuna Andes Mario Muñoz"), quedando operativo para el partido frente a Huachipato que se jugó el día 25 de noviembre de 2017. De esta manera, el estadio cuenta con una nueva capacidad de 8.278 butacas.
En noviembre de 2024 comenzaron las obras de ampliación, correspondientes a la tercera y última etapa de remodelación, que abarcan la construcción de los codos faltantes, en las tribunas norte y sur, detrás de ambos arcos. La finalización de las faenas están contempladas para finales de 2025, por lo que desde el siguiente año el estadio debiese estar a disposición del club curicano para sus duelos oficiales.

## Actividades extra futbolísticas
El estadio La Granja también ha sido escenario de múltiples competencias escolares desde hace décadas, en las cuales los diferentes Colegios e Institutos de la comuna de Curicó se han desempeñado de gran forma, dando lugar a hitos deportivos en disciplinas como, por ejemplo, el atletismo.
Otro evento realizado en este recinto, y que era ajeno al deporte, fue el denominado "Multibingo", el cual consistía en un bingo anual organizado por la tienda Multihogar, quien le regalaba premios a los clientes que compraban en la tienda durante el periodo de promoción. Dichos consumidores, luego de comprar, se adjudicaban un cartón para participar de los sorteos, que incluían motocicletas, dinero, electrodomésticos y, como gran premio, automóviles cero kilómetros, que llenaban de alegría a los ganadores. Este acontecimiento se desarrollaba el primer sábado de enero, en un multitudinario encuentro a estadio lleno con casi 50 mil personas, animado por importantes personajes de la televisión chilena, y que además, contaba con shows y presentaciones musicales que finalizaban cercanos a la medianoche, con un espectáculo de fuegos artificiales visibles desde toda la ciudad, que marcaba el término de esa edición de la fiesta. El Multibingo posee un Récord Guinness por ser el bingo más grande del mundo. Este tradicional y masivo evento tuvo su última versión en el año 2012.

## Eventos deportivos

### Sudamericano de Fútbol Sub-17 2017
El estadio y la ciudad de Curicó protagonizaron por primera vez un evento de tales características, un evento a nivel continental, al ser sedes de las primeras dos fechas del Grupo B del Campeonato Sudamericano de Fútbol Sub-17 de 2017. Inicialmente, solo el Estadio El Teniente de Rancagua y el Fiscal de Talca serían las sedes del torneo (Rancagua con el Grupo A y hexagonal final y Talca con el Grupo B), pero debido principalmente a un problema con el césped del estadio talquino se avisó con solamente un par de días de anticipación a La Granja como sede provisoria, para los primeros partidos del grupo. Luego de aquello, la sede de los partidos restantes del grupo volvió a la ciudad de Talca, reparado el inconveniente en su estadio.
En el torneo el recinto recibió a los equipos de Argentina, Venezuela, Brasil, Perú y Paraguay, en donde participaron jugadores tales como Vinícius Júnior, Jan Hurtado, Paulinho, Alan Souza y Lincoln Corrêa dos Santos.

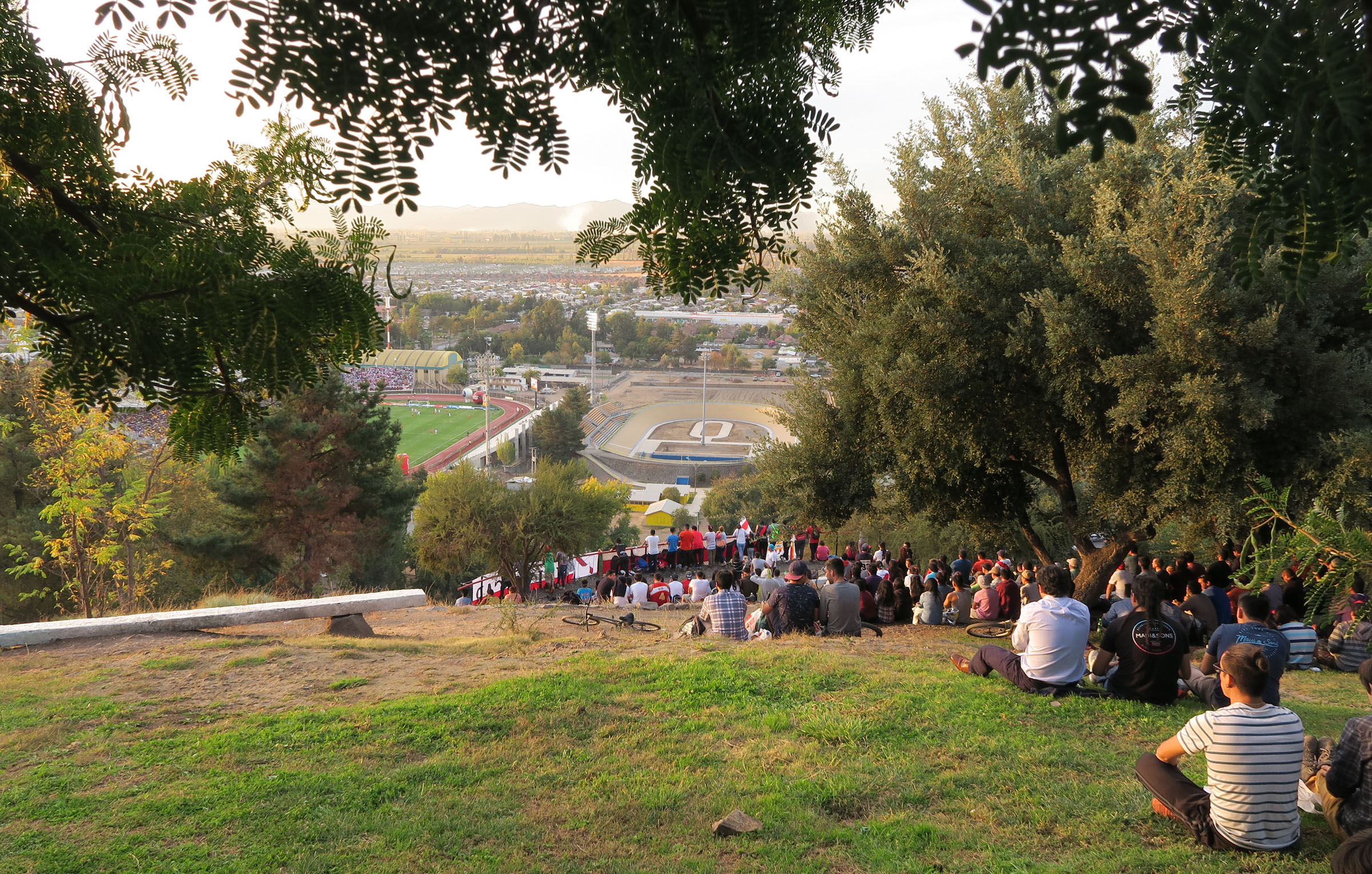
Hinchas observando un partido desde el cerro Carlos Condell.

### Sudamericano de Fútbol Sub-20 2019
Luego, dos años más tarde, y tras la buena organización improvisada del Sudamericano Sub-17, el estadio fue seleccionado como sede oficial para el Sudamericano Sub-20 2019, albergando junto al estadio talquino el Grupo B de la Primera Fase del torneo. La Granja fue el escenario de cuatro duelos de los diez totales del grupo, en donde destacaron los partidos de Paraguay contra Argentina (empate 1-1) y el Clásico del Río de la Plata (triunfo argentino por 1-0). De los jugadores que pisaron el pasto de La Granja para el torneo destacan Adolfo Gaich, Maximiliano Romero, Gonzalo Maroni, Nicolás Schiappacasse y Leonardo Campana.

### Rugby internacional
El 15 de junio de 2019 se disputó un amistoso internacional de Rugby XV en el estadio curicano. La Selección chilena de rugby enfrentó al Seleccionado español, siendo el duelo favorable para el combinado ibérico por 22-29, en un atractivo partido que contó con un buen marco de público.
En tanto, en la fría tarde del 6 de mayo de 2023, la franquicia profesional Selknam Rugby las hizo de local por primera vez en la región, y jugó el partido por la fecha 11 del Super Rugby Américas 2023, en el estadio curicano, ante unas 2 mil personas, con victoria por 33-17 contra Cobras Brasil XV.

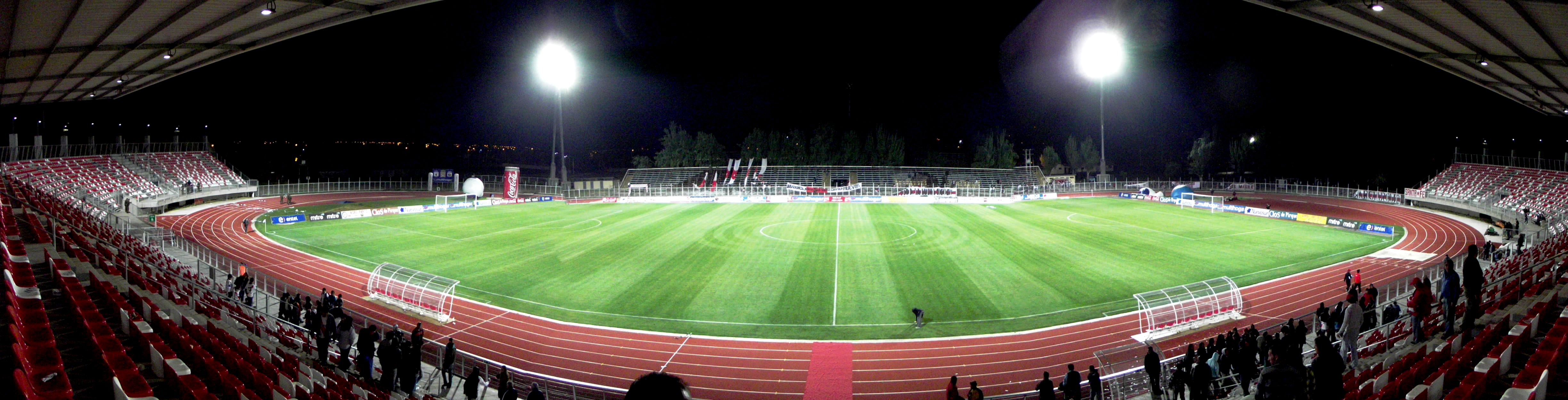
Imagen Panorámica del Estadio La Granja luego de su primera etapa de remodelación.

## Partidos internacionales
Partido Amistoso de la Selección Femenina de Chile
| 25 de junio de 2022, 18:30 | Chile | 0:1 (0:0) | Venezuela      | Estadio La Granja, Curicó      |                                |
|                            |       |           | Speckmaier 80' | Asistencia: 2.500 espectadores | Asistencia: 2.500 espectadores |

Partido Amistoso de la Selección Nacional Sub-20
| 19 de diciembre de 2008, 19:00 | Chile         | 1:1 (0:0) | Uruguay    | Estadio La Granja, Curicó |  |
|                                | Magalhães 91' |           | Coates 52' |                           |  |

| 13 de noviembre de 2018, 17:00 | Chile          | 1:1 (0:0, 3:4 p.) | Uruguay     | Estadio La Granja, Curicó      |                                |
|                                | Villanueva 61' |                   | Barrios 72' | Asistencia: 2.000 espectadores | Asistencia: 2.000 espectadores |

Partido Amistoso de la Selección Nacional Sub-25, fecha FIFA
| 7 de septiembre de 2011, 19:45 | Chile                   | 2:2 (1:1) | México                   | Estadio La Granja, Curicó                               |                                                         |
|                                | Carrasco 8' · Muñoz 65' |           | Gallardo 3' · Amione 68' | Asistencia: 5.000 espectadores Árbitro(s): Jorge Osorio | Asistencia: 5.000 espectadores Árbitro(s): Jorge Osorio |

Campeonato Sudamericano de Fútbol Sub-17 2017

Fecha 1
| 24 de febrero de 2017, 20:00 | Venezuela    | 1:0 (0:0) | Argentina | Estadio La Granja, Curicó  |                            |
|                              | Chalbaud 53' | Reporte   |           | Árbitro(s): Eduardo Gamboa | Árbitro(s): Eduardo Gamboa |

| 24 de febrero de 2017, 22:15 | Perú | 0:3 (0:3) | Brasil                                                        | Estadio La Granja, Curicó          |                                    |
|                              |      | Reporte   | Vinícius Júnior 13' · Marcos Silva 33' · Lincoln 45+2' (pen.) | Árbitro(s): Juan Carlos Albarracín | Árbitro(s): Juan Carlos Albarracín |

- Equipo libre:  Paraguay.

Fecha 2
| 26 de febrero de 2017, 20:00 | Paraguay   | 1:0 (1:0) | Argentina | Estadio La Granja, Curicó |                         |
|                              | Romero 19' | Reporte   |           | Árbitro(s): Juan García   | Árbitro(s): Juan García |

| 26 de febrero de 2017, 22:15 | Venezuela | 0:1 (0:0) | Brasil       | Estadio La Granja, Curicó   |                             |
|                              |           | Reporte   | Paulinho 55' | Árbitro(s): Leodan González | Árbitro(s): Leodan González |

- Equipo libre:  Perú.

Campeonato Sudamericano de Fútbol Sub-20 2019

Fecha 2
| 20 de enero de 2019, 17:10 | Paraguay    | 1:1 (1:1) | Argentina  | Estadio La Granja, Curicó  |                            |
|                            | Ñamandú 45' | Reporte   | Romero 29' | Árbitro(s): Alexis Herrera | Árbitro(s): Alexis Herrera |

| 20 de enero de 2019, 19:30 | Uruguay                                | 3:1 (2:1) | Ecuador     | Estadio La Granja, Curicó |                           |
|                            | Dávila 30' 45+3' · Schiappacasse 90+3' | Reporte   | Campana 34' | Árbitro(s): Raphael Claus | Árbitro(s): Raphael Claus |

- Equipo libre:  Perú.

Fecha 4
| 24 de enero de 2019, 17:10 | Perú     | 1:3 (1:2) | Ecuador                                  | Estadio La Granja, Curicó |                           |
|                            | Mora 24' | Reporte   | Rezabala 8' · Alvarado 18' · Campana 58' | Árbitro(s): Raphael Claus | Árbitro(s): Raphael Claus |

| 24 de enero de 2019, 20:45 | Uruguay | 0:1 (0:0) | Argentina  | Estadio La Granja, Curicó  |                            |
|                            |         | Reporte   | Maroni 67' | Árbitro(s): Alexis Herrera | Árbitro(s): Alexis Herrera |

- Equipo libre:  Paraguay.